# Hydriomena multangulata
Hydriomena multangulata är en fjärilsart som beskrevs av Paul Dognin 1909. Hydriomena multangulata ingår i släktet Hydriomena och familjen mätare. Inga underarter finns listade i Catalogue of Life.